# João José da Rosa Ribeiro de Almeida
João José da Rosa Ribeiro de Almeida (Desterro, 14 de dezembro de 1832 — Rio de Janeiro, 7 de dezembro de 1889) foi um jornalista e político brasileiro.

## Vida
Filho de João José da Rosa e de Maria Joana de Almeida. Casou em segundas núpcias com Rosa Albina Machado, consórcio do qual nasceu, dentre outros, Oscar Rosas.
Filiado ao Partido Conservador, foi deputado à Assembleia Legislativa Provincial de Santa Catarina.